# Jean-Paul Burrus
Jean-Paul Burrus  (* 18. Juni 1954 in Geispolsheim (Elsass)) ist ein elsässischer Industrieller, der zahlreiche Firmen der Lebens- und Genussmittelbranche und mehrere Restaurants besitzt und leitet.

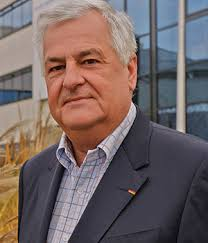
Jean Paul Burrus

## Geschichte der Familie Burrus
Die Familie Burrus, die ursprünglich aus Dambach-la-Ville im Elsass stammt, errichtete Anfang des 19. Jahrhunderts in Boncourt in der Schweiz eine Tabakfabrik, die als F. J. Burrus erfolgreich wurde. Ende des 19. Jahrhunderts gründete ein Mitglied der Familie eine weitere Tabakfabrik in Sainte-Croix-aux-Mines im Elsass. Ende des 20. Jahrhunderts verkaufte die Familie die Tabakfabriken an Rothmans International, heute Richemont.

## Leben
Jean-Paul Burrus wuchs in Saint-Dié-des-Vosges auf, die Familie betrieb die kleine Schokoladenfabrik Omnia. Er studierte zuerst in Mülhausen, dann Marketing an der HEC Lausanne (Schweiz). 1968 kaufte sein Vater die Schokoladenfabrik Schaal in Straßburg.

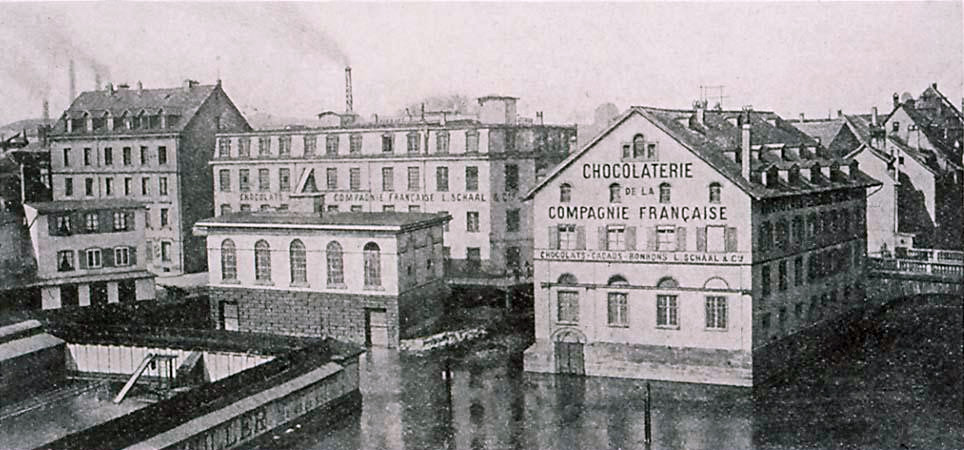
Strasbourg-Compagnie française des chocolats et des thés L. Schaal et Cie

1977 tritt Jean-Paul Burrus im elterlichen Betrieb ein und hatte nacheinander die Position kaufmännischer Leiter, technischer Leiter und schließlich Generaldirektor. Die Firma produzierte damals 300 t Schokolade und beschäftigte 200 Personen. 1997 gründete Jean-Paul Burrus die Holding SALPA (Société alsacienne de participations agroalimentaires), die damals die Firmen Chocolaterie Schaal, La Marquise de Sévigné und Chocolat Salavin umfasste und ca. 100 Geschäfte der Marke Yves Thuriès. 2000 kaufte er die Chocolaterie Pfister in der Schweiz, zuerst als Minderheitseigentümer, nach einigen Jahren komplett. 2007 gründet Jean-Paul Burrus Belco in Mérignac für den Einkauf, Import und Vertrieb von Rohkaffee. 2008 wurde auch der Einkauf und Vertrieb von Tee aufgenommen. 2001 kaufte er eine Haselnussplantage in Guyenne (Nouvelle Aquitaine) und 2014 eine erste Kakaoplantage in Ecuador. 2022 betreibt er 4 Kakaoplantagen. 2020 kaufte er die Confiserie Cruzilles, spezialisiert auf kandierte Früchte und Fruchtpasten. In der Tee-Sparte kamen Bio-Sorten bestimmter Anbaugebiete dazu. Die einzelnen Firmen behielten ihre Identität und unterschiedliche Funktionen. So bezeichnet sich Schaal als „Chocolatier des Chocolatiers“, der Handwerksbetriebe mit den nötigen Rohstoffen wie Rohschokolade oder Fruchtmark versorgt, Yves Thuriès betreibt ein Netz von Einzelhandelsgeschäften in ganz Frankreich. 2003 eröffnet Jean-Paul Burrus das Schokoladenmuseum in Straßburg, mit 40.000 Besuchern im Jahr 2020. 
Ab 2015 übernahm er eine Reihe von Restaurants in Straßburg, darunter Le Relais de la Poste, Au Crocodile, La Maison Artzner  und Chez Yvonne, die heute von seinem Sohn Jean-Philippe geleitet werden. 2024 übernahm er auch das Restaurant 1741, der Name weist auf das benachbarte Palais Rohan hin, das Restaurant selbst wurde 2012 gegründet.

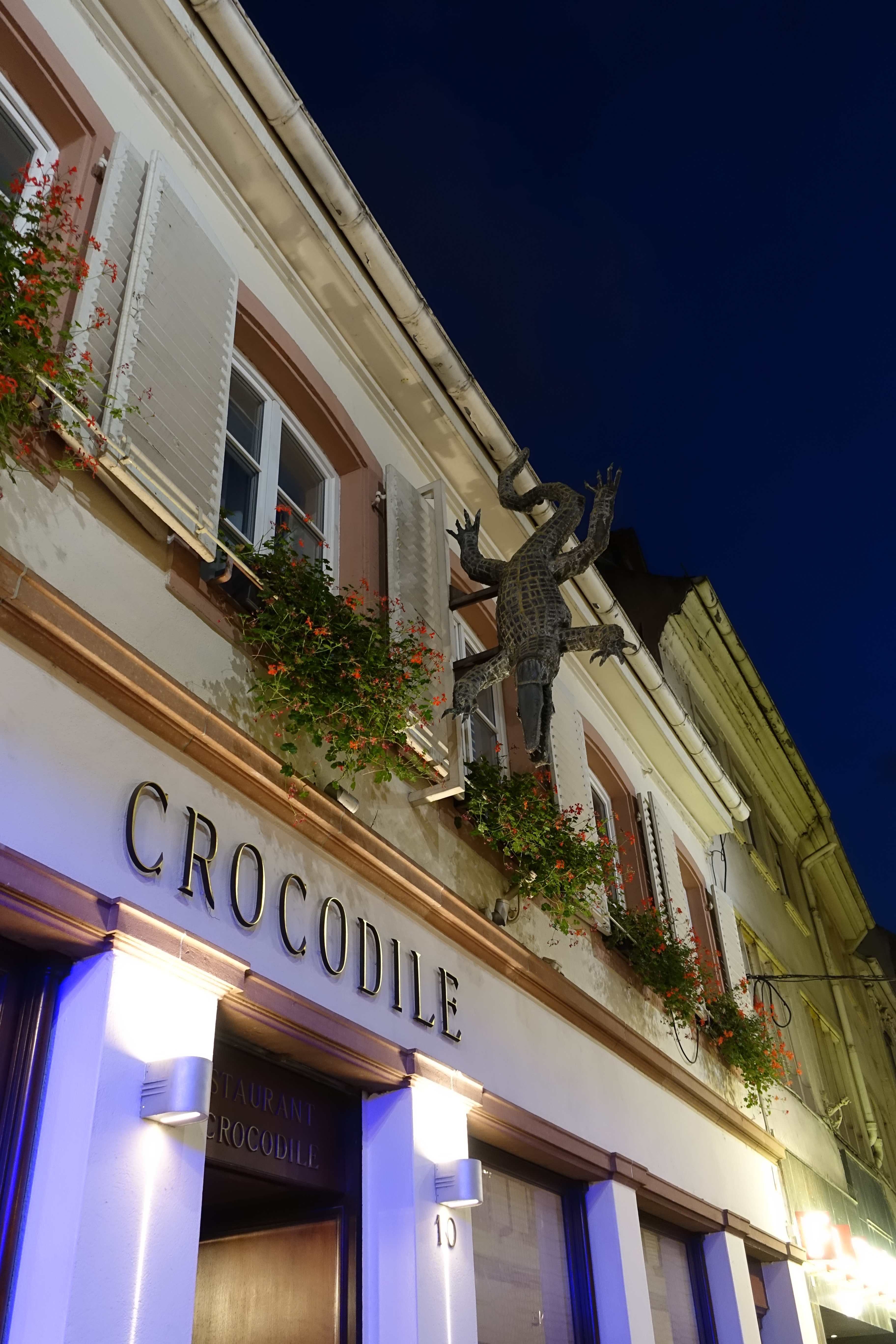
Restaurant Auc Crocodile, Straßburg

Die Restaurants zeichnen sich durch eine lange Geschichte und ein hohes Renommee aus, sie sind Teil der Straßburger Gourmetkultur, unter anderen auch Chez Yvonne, bekannt geworden durch das Treffen 1995 von Bundeskanzler Kohl und Präsident Chirac. Hinweis: der Betrieb eines gehobenen Restaurants erfordert heute beträchtliche finanzielle Mittel, daher sind Köche als Eigentümer oft froh um einen Kapitalgeber als Partner, der auch das Organisatorische übernimmt.

### Domaine de Hombourg
Das ursprüngliche Schloss von Hombourg (Haut Rhin) wurde in der Französischen Revolution zerstört. Zu Beginn des 19. Jahrhunderts bauten zuerst die Familie Merian aus Basel, dann die Familie Koechlin aus Mülhausen das Schloss wieder auf. Nach mehreren Besitzwechseln und Umbauten kaufte die Familie Burrus 1922 das Schloss und die zugehörige Landwirtschaft.  Die Domaine de Hombourg gehört heute zur SALPA Gruppe und wird sowohl landwirtschaftlich als auch touristisch genutzt. Es wird Mais und Weizen produziert, ab 2020 wurde die Produktion auf Bio-Landbau umgestellt. Der Wald, der ungefähr ein Viertel einnimmt, wird forstwirtschaftlich genutzt. Nach umfangreichen Renovierungen wurde 2007 der Golf du Château de Hombourg eröffnet, zwei 18-Loch Plätze auf 120 ha sowie ein entsprechendes Restaurant. Die Domäne ist Teil des „3 Thermen Golfresorts“, zusammen mit Golfplätzen im Markgräflerland. Die land- und forstwirtschaftlichen Dienstleistungen werden auch anderen Gütern mit Erfolg angeboten. 2011 begann die Domäne mit dem Anbau von Gemüse für die gehobene Gastronomie. Im Handelsregister wird die Domaine de Hombourg als landwirtschaftlicher Betrieb geführt, der 2021 drei Angestellte beschäftigte und einen Umsatz von ca. 900.000 € machte.

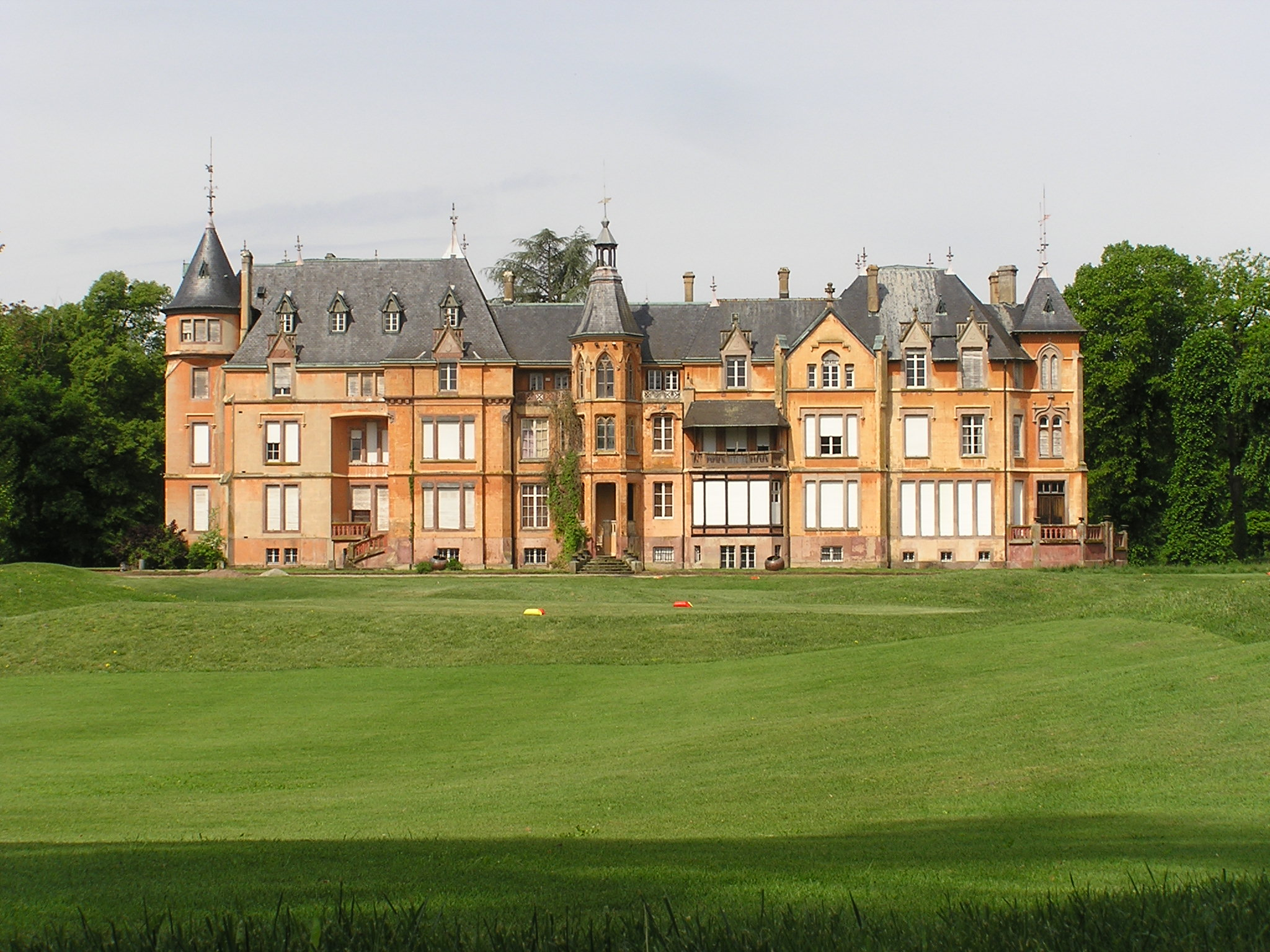
Le domaine de Hombourg - panoramio

### Firmen
Jean-Paul Burrus hielt 2022 in vielen Firmen verschiedene Positionen.
| Firma                                          | Position                                                    |
| ---------------------------------------------- | ----------------------------------------------------------- |
| Compagnie Française Chocolaterie et Confiserie | Managing Director (Geschäftsführer)                         |
| Chocolat Pfister                               | Managing Director (Geschäftsführer)                         |
| Coffea                                         | Chairman-Supervisory Board (Vorsitzender des Aufsichtsrats) |
| Marquise de Sévigné Diffusion                  | Chairman (Vorstand)                                         |
| Les Amis du Chocolat                           | Chairman & Treasurer (Vorstand & Schatzmeister)             |
| Ecuadorcolat SA                                | Chairman (Vorstand)                                         |
| Guayaquil International Chocolate Fair         | Chairman (Vorstand)                                         |
| Salpa Ecuador                                  | Chairman (Vorstand)                                         |
| Salpa Inc.                                     | Chairman (Vorstand)                                         |
| Mocaflor SA                                    | Chairman (Vorstand)                                         |
| Omnia Holding SA                               | Chairman (Vorstand)                                         |
| Remontées Mécaniques Suisses                   | Vice Chairman (Stellvertretender Vorstand)                  |
| Arvine Holding SA                              | Director (Direktor)                                         |
| T-One SA                                       | Director (Direktor)                                         |
| Groupe Burrus Courtage SA                      | Director (Direktor)                                         |
| AFI ESCA Holding Courtage SA                   | Director (Direktor)                                         |
| Pharmalp SA                                    | Director (Direktor)                                         |
| Chambre Syndicale des Chocolatiers             | Vice Chairman (Stellvertretender Vorstand)                  |
| Chez Dany SA                                   | Director (Direktor)                                         |
| GIAC SA                                        | Director (Direktor)                                         |
| Herbapack GmbH                                 | Co-Manager                                                  |
| Belco Trading SARL                             | Manager                                                     |
| Herbapac SNC                                   | Manager                                                     |
| Nice & Green SA                                | Manager                                                     |
| Omnia SARL                                     | Manager                                                     |
| SCI Université                                 | Manager                                                     |

## Diverses
Die Villa Burrus in Sainte-Croix-aux-Mines wurde 1911 von der Familie Burrus erbaut und ist heute ein Kulturzentrum.
Maurice Burrus ist der Großonkel von Jean-Paul Burrus.
Jean-Paul Burrus ist der ältere Bruder von Christian Burrus, Vorstandsvorsitzender des Versicherungskonzerns Afi Esca, der 1923 von Maurice Burrus in Straßburg gegründet wurde. Jean-Paul Burrus gehört dem Vorstand von Afi Esca an, umgekehrt ist Christian Burrus Direktor der Holding SALPA SAS.